# Великая Ольшанка
Вели́кая О́льшанка (укр. Велика Вільшанка) — село, входит в Васильковский район Киевской области Украины.
До районного центра, от села, 16 километров.

## История
В известных исторических документах село начинает упоминаться с 1762 года как русская владельческая деревня. В 1851 году часть жителей переселилась создав село Ольшанская Новоселица.
В 1855 году некоторые сельские жители принимали участие в так называемом крестьянском движении, известном под названием Киевское казачество.
Население по переписи 2001 года составляло 979 человек. Почтовый индекс — 08671. Телефонный код — 4571. Занимает площадь 0,041961 км².
В селе находится женский монастырь в честь иконы Божией Матери «Отрада и Утешение», настоятельница — игумения Арсения (Воспянская) — подворье Свято-Троицкого Ионинского монастыря.
Через село протекает река Раковка, отделяя Большую от Малой Ольшанки.
На территории села был найден клад из римских монет, производства II — III веков, и вещей в погребении Черняховской (раннеславянской) культуры ( IV века).

## Местный совет
Почтовый адрес местного совета (рады): улица Т. Г.  Шевченко, дом № 4, село Великая Ольшанка, Васильковского района, Киевской области, Украина,  08671.

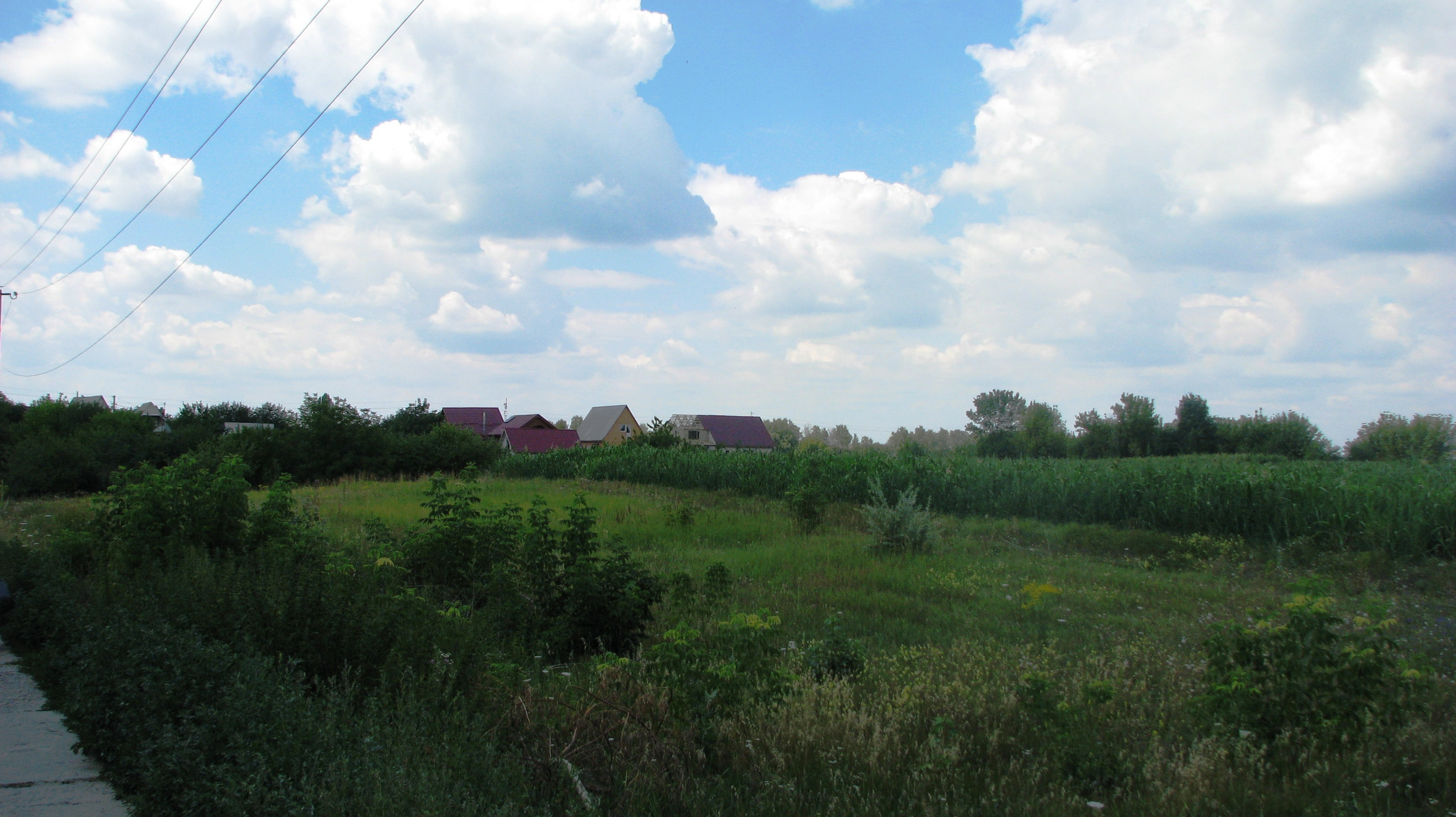
панорама села